# 小行星20200
小行星20200（20200 Donbacky）是一颗绕太阳运转的小行星，为主小行星带小行星。该小行星于1997年2月28日发现。

## 轨道参数
小行星20200的轨道半长轴为2.7679936 UA，离心率为0.113。